# Zerovella
Zerovella is een geslacht van vliesvleugeligen uit de familie van de Eurytomidae. De wetenschappelijke naam van dit geslacht werd voor het eerst geldig gepubliceerd in 1994 door Narendran & Sheela.

## Soorten
Het geslacht Zerovella is monotypisch en omvat slechts de volgende soort:
- Zerovella taiwanica Narendran & Sheela, 1994